# الوفرة الزراعية
الوفرة الزراعية ، منطقة من مناطق محافظة الأحمدي في الكويت.
تحتوي على عدد من الأراضي الزراعية.
المعهد الزراعي الكويتي
في الستينيات من القرن الماضي تقدم الأستاذ خالد عيد بمبادرة واعدة لإنشاء معهد زراعي متخصص، وكانت الفكرة من إنشاء المعهد الزراعي تقوم على تأهيل كوادر كويتية قادرة على النهوض بالقطاع الزراعي في دولة الكويت والتي كانت تشهد حينها نهضة كبيرة في كل المجالات التنموية، فلاقت الفكرة استحسان مدير إدارة الزراعة في وزارة الأشغال العامة الأستاذ سالم إبراهيم المناعي وتم رفع المقترح إلى وزير الأشغال العامة آنذاك الأستاذ خالد العيسى الصالح والذي استحسن الفكرة كذلك.
وبالفعل تم تأسيس المعهد الزراعي وكان مقره في منطقة العمرية برئاسة الأستاذ سالم المناعي وتم تعيين الأستاذ خالد عيد نائبا لرئيس المعهد الزراعي واتجه حينها الأستاذ خالد إلى جمهورية مصر العربية وتحديدا إلى جامعة القاهرة واطلع على مناهج كلية الزراعة واختار منها ما يناسب البيئة الزراعية في دولة الكويت، واستقدم أستاذين من جامعة القاهرة للتدريس في المعهد الزراعي الكويتي أحدهما الدكتور عبدالوهاب سلام، وكان المعهد الزراعي يقوم على الدراسة لأربعة فصول دراسية لمدة سنتين يُمنح بعدها الطالب شهادة الدبلوم في الزراعة كما تتخلل فترة دراسة الطلبة في المعهد رحلات علمية إلى عدة دول عربية وأوروبية للاطلاع على تجاربهم والاستفادة من خبراتهم، لقد أدى المعهد الزراعي الهدف من إنشائه وساهم بتخريج عشرات الكوادر الوطنية المؤهلة زراعيا وقد بلغ عدد خريجي المعهد نحو 120 طالبا كويتيا
مبادرات الأمن الغذائي
كان للأستاذ خالد دورا بارزا في ترسيخ دعائم الأمن الغذائي في دولة الكويت ففي العام 1971 طرح فكرة إنشاء منطقتين زراعيتين حدوديتين واحدة شمالا في العبدلي والأخرى جنوبا في الوفرة وكان يردد دائما في الأروقة الحكومية ولدى المسؤولين "زرعوا فأكلنا ونحنُ نزرع ليأكلوا" وبالفعل تبنت الحكومة الرشيدة هذه المبادرة التنموية الرائدة في عهد المغفور له بإذن الله تعالى الشيخ جابر الأحمد الجابر الصباح، وتم إقرار إنشاء هاتين المنطقتين الزراعيتين وباشرت بلدية الكويت توزيع الأراضي على المزارعين.